# Pericoma confusa
Pericoma confusa är en tvåvingeart som beskrevs av Satchell 1953. Pericoma confusa ingår i släktet Pericoma och familjen fjärilsmyggor. Inga underarter finns listade i Catalogue of Life.